# Casas del Castañar
Casas del Castañar – gmina w Hiszpanii, w prowincji Cáceres, w Estramadurze, o powierzchni 24,63 km². W 2011 roku gmina liczyła 620 mieszkańców.